# Ermida Dom Bosco

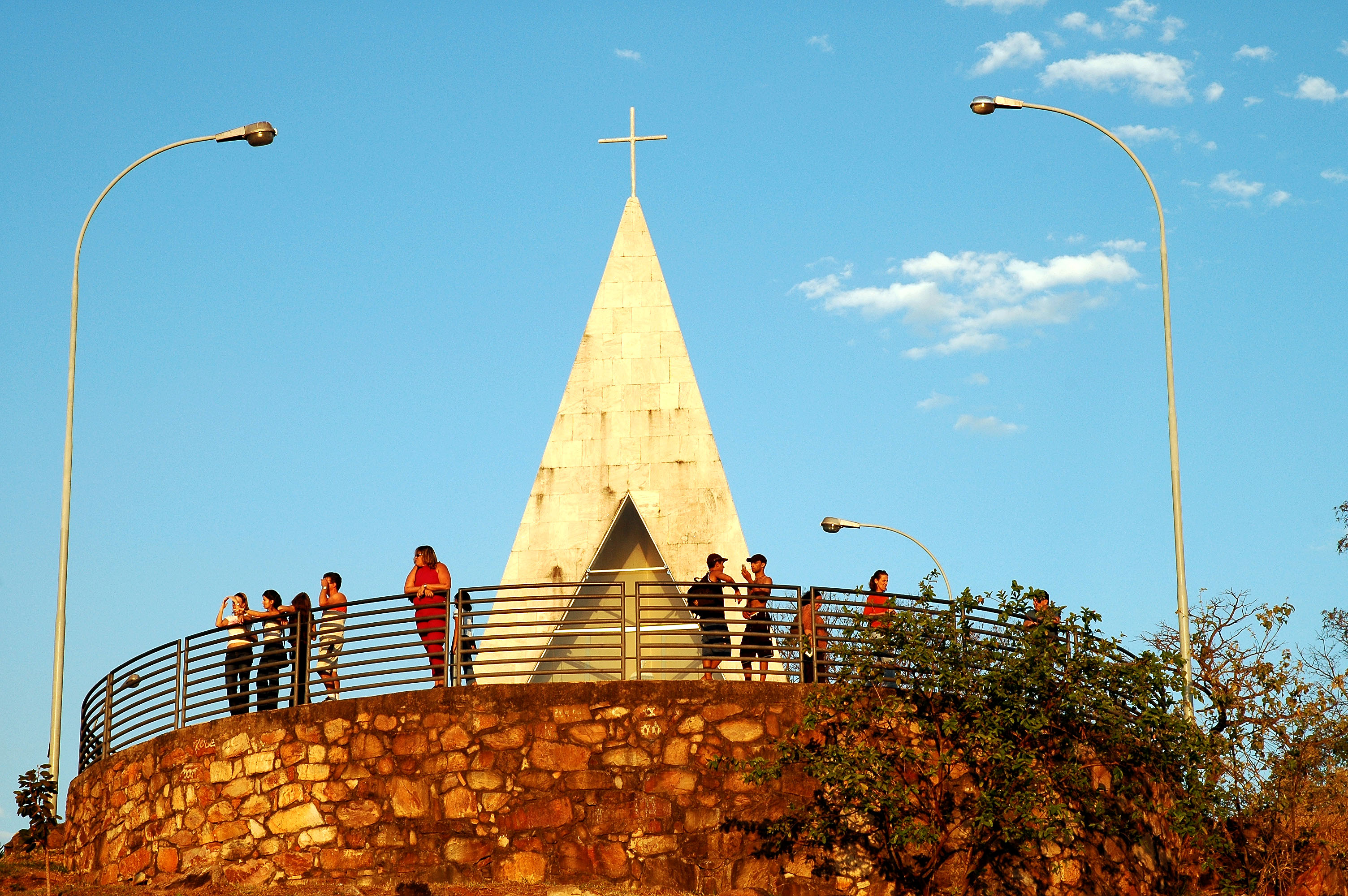
Ermida Dom Bosco in Brasilia

Die Ermida Dom Bosco ist eine  im Quadra QI 29 am Lago Sul gelegene Kapelle in Brasília. Sie ist dem Schutzpatron der Stadt, Don Giovanni Melchiorre Bosco (portugiesisch Dom João Belchior Bosco) gewidmet.

## Baugeschichte
Das Monument basiert auf einem Entwurf von Oscar Niemeyer, dem Planer Brasílias, selbst.
Es wurde 1957 errichtet. Don Bosco hat in einer Prophezeiung am 30. August 1883 von einem „versprochenen Land in dem Milch und Honig fließen werden“ als Quelle einer neuen Zivilisation gesprochen, und auch Koordinaten „zwischen den Parallelen 15 und 20“ erwähnt. Darauf nahmen die Gründer der neuen Hauptstadt Brasiliens Bezug, und diese Kapelle und das Santuário Dom Bosco von 1963 ehren den Stadtheiligen.

## Beschreibung
Das Bauwerk ist eine formal strenge, spitze Pyramide mit Kreuz, die auf einer runden, erhöhten Plattform steht. Sie ist mit einer spiegelnden Oberfläche versehen. Das Bauwerk liegt erhöht auf einem Hügel, und bietet einen weiten Ausblick auf den Lago Sul und den Süden Brasílias.